# Leucospermum formosum
Leucospermum formosum es una especie de árbol   perteneciente a la familia  Proteaceae. Es originaria de Sudáfrica.

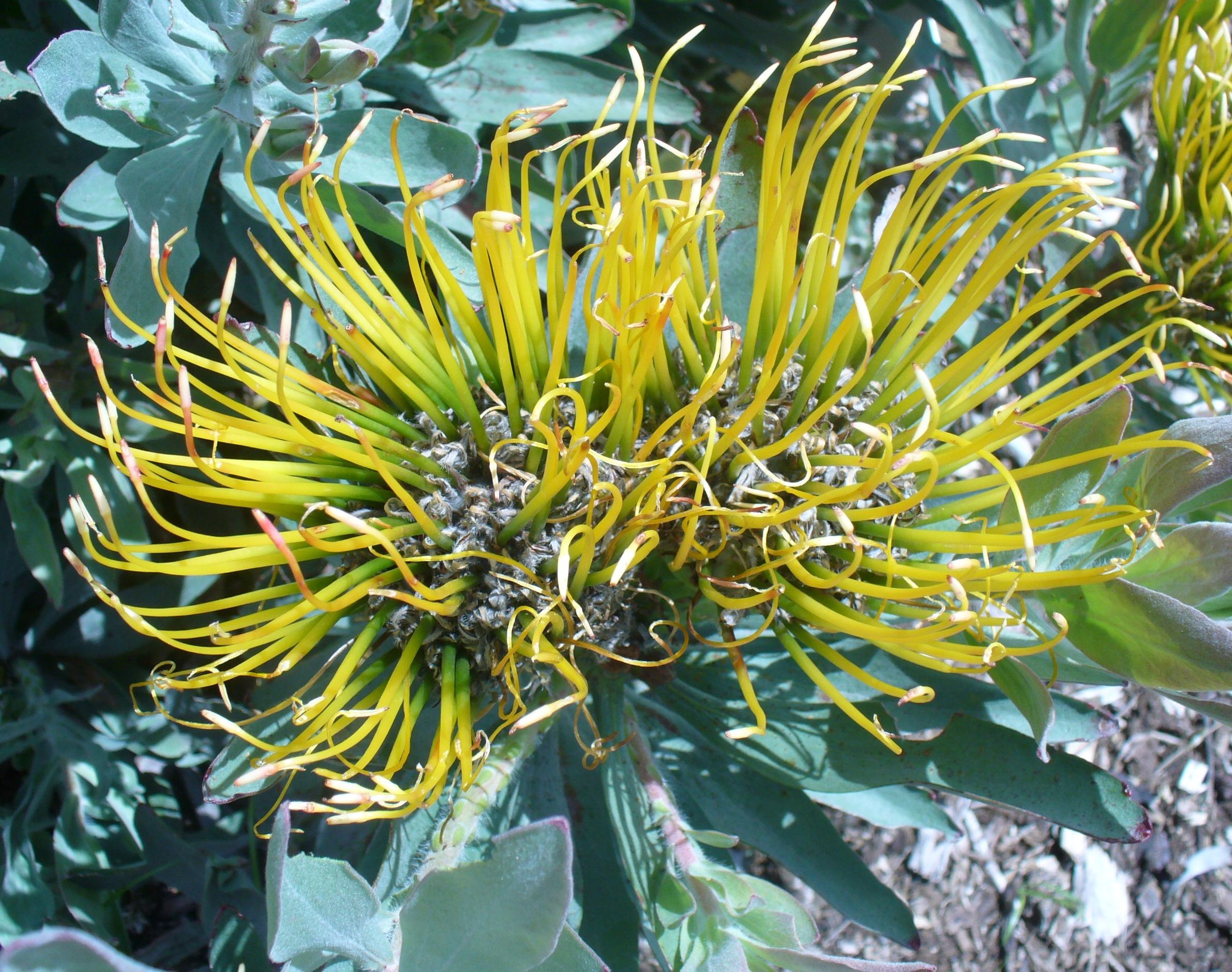
Detalle de las flores

## Descripción
Leucospermum formosum  es un gran arbusto erecto que alcanza 2 - 3 m de altura. Las hojas son lanceoladas con forma de huevo, con 3 dientes glandulares en la punta. La superficie de la hoja está cubierta por una densa capa de pelos finos grises que son suaves y aterciopelados al tacto. Las flores son grandes y vistosas, de color amarillo dorado pálido y se producen durante la primavera (septiembre-octubre). La cabeza de la flor en capullo tiene la forma de un trompo. Cuando las flores están abiertas, los estilos se alargan rápidamente, hasta los 70-80 mm,  y giran en una dirección hacia la derecha cerca de la punta, dando a la cabeza de la flor la aparición de una rueda que gira. Cuando esté completamente abierta, las cabezas de las flores son de hasta 150 mm de diámetro. Los estilos son de color amarillo pálido, y las puntas son de color blanco con las puntas de color rosa. Las semillas se liberan alrededor de dos meses después de la floración. Los frutos secos son pequeños cubiertos por una piel suave y carnosa, blanca llamada eleosoma.
Leucospermum formosum está estrechamente relacionado y es muy similar a Leucospermum catherinae. Sus rangos de distribución no se superponen, por lo que no debe confundirse en el campo, pero en el jardín se pueden distinguir entre sí por sus hojas. Las hojas de L. formosum no tienen tallo y están cubiertos por una alfombra de pelos grises que no se desvanecen. Leucospermum formosum se enfrenta a un riesgo muy alto de extinción en estado silvestre en un futuro próximo. Se sabe de sólo unas pocas y dispersas poblaciones y ha perdido más del 50% de su población. Está amenazado por las plantaciones de madera, la urbanización y la agricultura. También corren el riesgo por los incendios demasiado frecuentes, es decir, cuando una población no le da suficiente tiempo para re-establecer un banco de semillas entre los incendios.

## Distribución y hábitat
Leucospermum formosum se produce en las montañas de Riversonderend, el Langeberg y las montañas de Outeniqua donde crece en las laderas del sur fresco, en suelos húmedos y turberas, en los 200-1000 m sobre el nivel del mar. Las precipitaciones en esta área se distribuye uniformemente a lo largo del año. Se producen en Sudáfrica hasta el norte de Zimbabue, con la mayoría de casos en la región de lluvias de invierno de la Provincia Occidental del Cabo.

## Taxonomía
Leucospermum formosum fue descrita por (Andrews) Sweet y publicado en Hortus suburbanus Londinensis 21. 1818.
Etimología
El género Leucospermum deriva de las palabras griegas leukos que significa blanco, y de spermum =  semilla, en referencia a las semillas blancas o de color claro de muchas especies. 
El epíteto formosum significa hermoso, bien formado, bien parecido, que tiene una apariencia fina ( en latín]]).